# クサリサンゴ
クサリサンゴ(Halysites)は、絶滅した床板サンゴ類の属の一つである。群体の直径は1cm以下から数10cmになる。プランクトンを食べる。
オルドビス紀からシルル紀（4億4950万年前から4億1230万年前）に生息した。化石はカナダ、アメリカ合衆国、オーストラリアの堆積物から発見される。

## 種
- †Halysites grandis Sharkova 1981

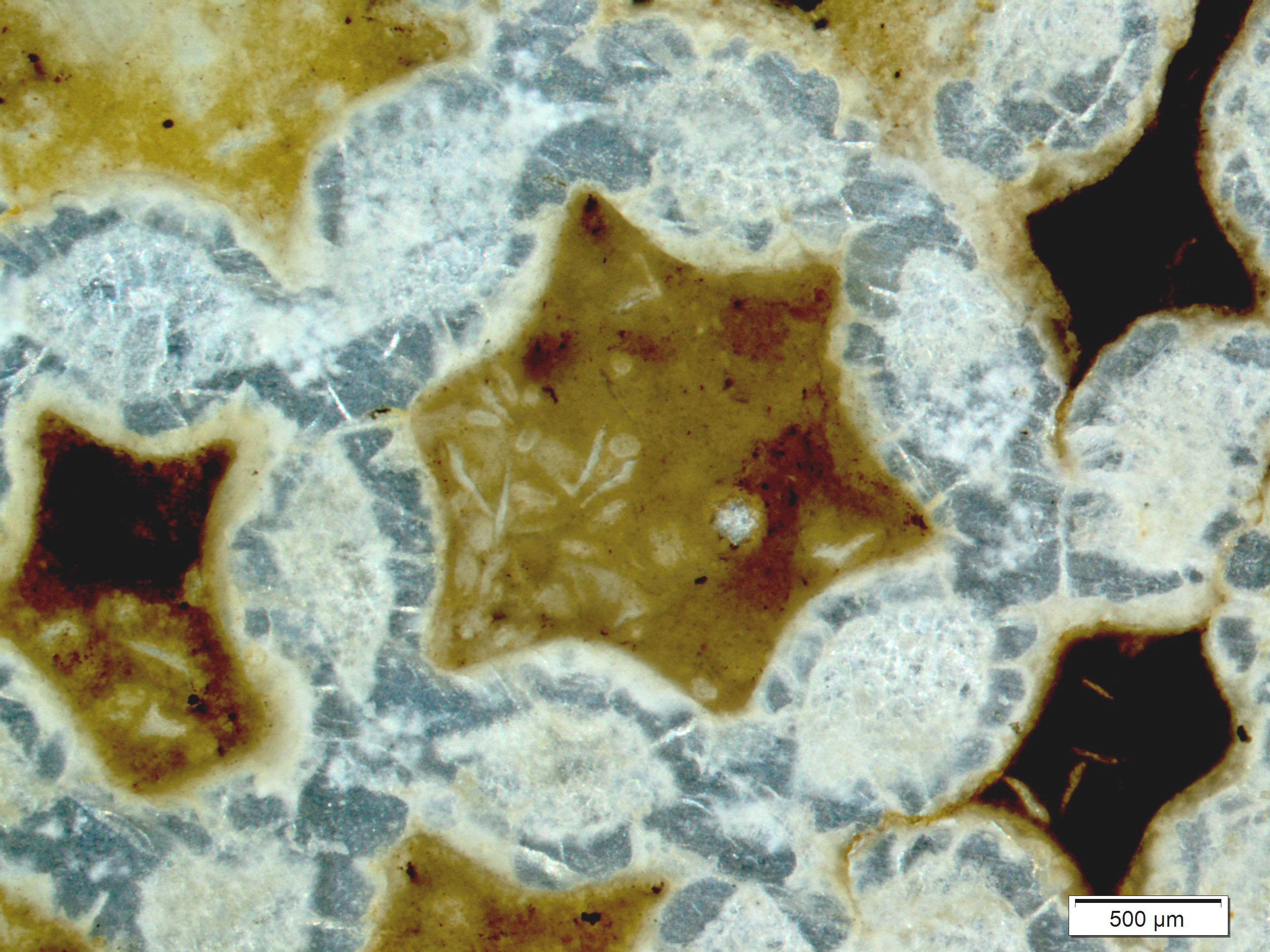
クサリサンゴ群体の薄片